# William Melville Alexander
William Melville Alexander (ur. 8 listopada 1897, zm. 4 października 1988) – kanadyjski as myśliwski okresu I wojny światowej. Odniósł 22 zwycięstwa powietrzne.
William Melville Alexander po ukończeniu kursku pilotażu w Stinson School w Teksasie zaciągnął się do Royal Naval Air Service w marcu 1916 roku. Po służbie w 3 Skrzydle RNAS 26 kwietnia 1917 roku został przydzielony do  No. 10 Squadron RNAS znanej jako "Black Flight" dowodzonej przez Raymond Collishawa.
Pierwsze zwycięstwo powietrzne odniósł 2 czerwca 1917 roku zostało ono uznana za wspólne z Callishawem. Już 6 lipca uzyskał tytuł asa, zestrzeliwując dwa niemieckie samoloty Albatros D.III w okolicach Deulemont. Do końca lata 1917 roku Alexander odniósł 12 zwycięstw powietrznych. W tym też czasie został mianowany dowódcą eskadry. W 1918 roku Alexander odniósł kolejnych 11 zwycięstw ostatnie 27 maja nad samolotem Pfalz DIII w okolicach Bailleul. W maju powrócił do Wielkiej Brytanii, gdzie przebywał do końca wojny. Miał potwierdzone 465 godzin lotów bojowych. Zmarł w Kanadzie w 1988 roku.